# Cristi Gram
Cristian (Cristi) Gram (n. 7 iunie 1973, Petroșani) este un chitarist român de muzică rock, membru al formației Phoenix și fost component în formațiile Talisman și Pasărea Rock. 

## Biografie
Din august 1986, când avea vârsta de 13 ani, Cristi Gram studiază singur chitara pentru ca în anul 1987 să debuteze în fața publicului în cadrul Festivalului Național „Cîntarea României”. Câștigă, atât în cadrul festivalului din 1987, cât și în cadrul celui din 1988, premiul pentru cel mai bun chitarist.
Între aprilie 2001 și martie 2003 activează în Talisman, formație cu care realizează un album de studio și unul înregistrat în concert. În aprilie 2004, Nicu Covaci, liderul legendarului grup Phoenix, îl cooptează în formație. Alături de Phoenix, Gram participă la realizarea albumului Baba Novak, lansat în octombrie 2005, iar anul următor susține un turneu național și apare pe DVD-ul de concert Live at Sala Palatului. În 2008 își aduce contribuția la un nou material semnat Phoenix, Back to the Future.... De asemenea, participă la spectacolele aniversare ale formației, de 45, respectiv de 50 de ani. În februarie 2014 părăsește Phoenix-ul, după zece ani în care a fost principalul chitarist al formației, alăturându-se în martie supergrupului Pasărea Rock, înființat de trei foști membri Phoenix: Mircea Baniciu, Josef Kappl și Ovidiu Lipan. Ultima apariție a sa împreună cu Pasărea Rock are loc la data de 1 august 2015, în cadrul Festivalului Folk You!, organizat la Vama Veche. În același an, revine la Phoenix, unde activează și în prezent.
În 2009 Cristi Gram lansează State of Mind, singurul său album solo realizat până în prezent. Discul reprezintă un material rock/metal instrumental, cu influențe Dream Theater, și a fost înregistrat împreună cu Iulian Vrabete (bas) și Ionuț Micu (baterie).
În februarie 2012 pune bazele unui nou proiect muzical în zona rock-ului și a metalului progresiv: Awake, o trupă tribut dedicată formației americane Dream Theater.

## Discografie

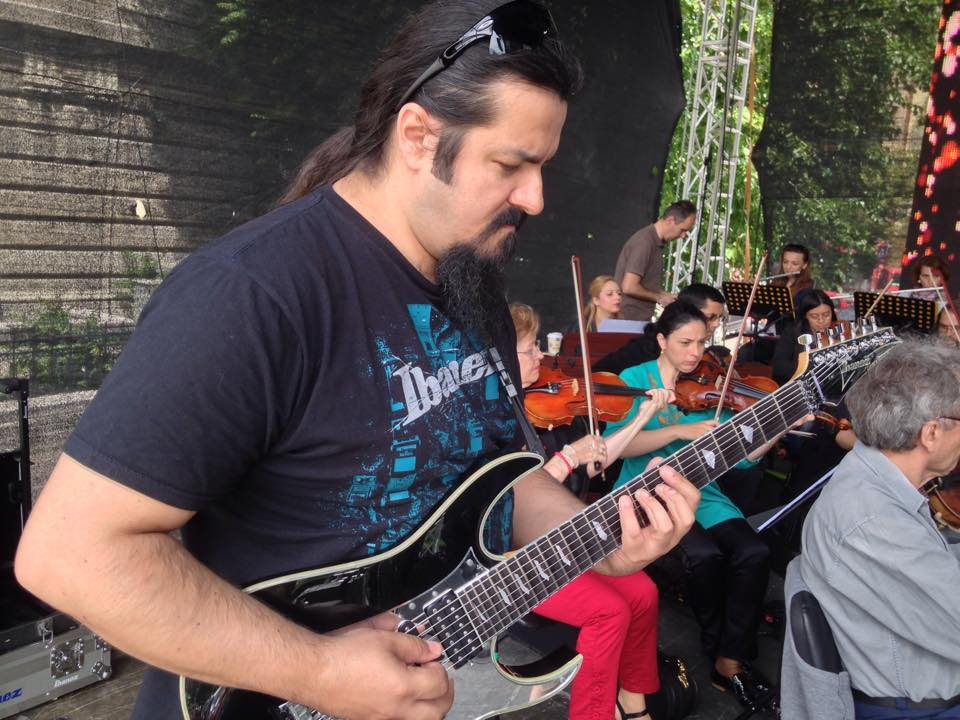
Cristi Gram (2015)

### Albume solo
- State of Mind (2009)

### Colaborări
- Talisman – Pentru ea (album, 2001)
- Talisman – Live: Cele mai mari hit-uri 1996-2002 (album, 2002)
- Mădălina Manole – A fost (va fi) iubire (album, 2003)
- Saga –  Vreau (2003)
- Phoenix – Baba Novak (album, 2005)
- Phoenix – Phoenix Tour 2006 – Baba Novak (VCD promo, 2006)
- Phoenix – Live at Sala Palatului (DVD, 2006)
- Ovidiu Lipan Țăndărică, Gheorghe Zamfir, Stelu Enache – Iskender (Aromanian Sound) (album, 2007)
- Phoenix & Mony Bordeianu – Back to the Future... (album, 2008)
- Pasărea Rock – Legenda (maxi-single promo, 2014)
- Pasărea Rock – Călușandra (EP promo, 2015)
- Pasărea Rock – Legenda (album, 2016) (necreditat)

### Alte apariții
- claviaturi la piesa „O mie de întrebări” – Nicu Covaci & Iris (2007)
- chitară la piesa „Plumb” – Petre Iordache (2014)
- chitară și compozitor la piesa „Undisguised” – Awake (2015)
- chitară și compozitor la piesa „Into Deep” – Cristi Gram (2017) [8]
- chitară la piesa „De-a dreapta omului” – Syn Ze Șase Tri (2017)
- chitară la piesele „Moment of Silence”, „Suntem brazi”, „Amintirea ta”, „Linia întâi” – formația Anton (2016–2018) [9]